# Tons Septentrional
El Tons o Tons Septentrional (Hindi: टोंस) és el principal afluent del riu Yamuna a la regió d'Uttarakhand, a l'Índia. Neix a una altura de 6.316 metres a la muntanya de Bandarpunch al nord dels pics Jamnotri no lluny de les fonts de Jumna o Yamuna, essent un dels rius perennes més grans de la part índia de l'Himàlaia. De fet, el seu cabal és més gran que el del mateix Yamuna.
En la primera part del seu recorregut és anomenat Supin, i corre en direcció a l'oest uns 50 km formant algunes cascades rebent llavors al Rupin, un torrent de muntanya, i des d'aquest punt el riu és anomenat Tons. 30 km més avall se li uneix el Pabar i passa pel Dehra Dun, en un curs tortuós generalment en direcció sud. Rep llavors el Shalwi, un riu considerable, i poc després s'uneix al Yamuna després d'un curs d'uns 160 km.

## Vall del Tons

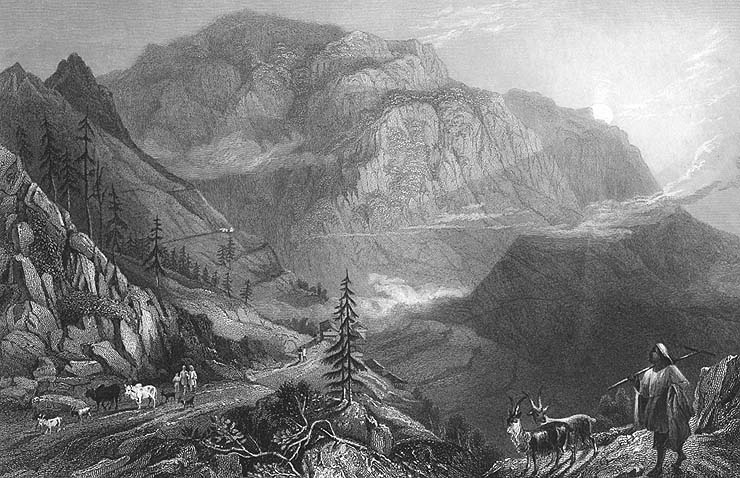
Poble de Mohuna a la vall de Tons, 1850.

La vall de Tons es troba a la regió de Jaunsar Bawar i, des del seu origen a l'Himàlaia, té la ciutat de Dehradun a la seva riba est.